# Winfried Pinninghoff

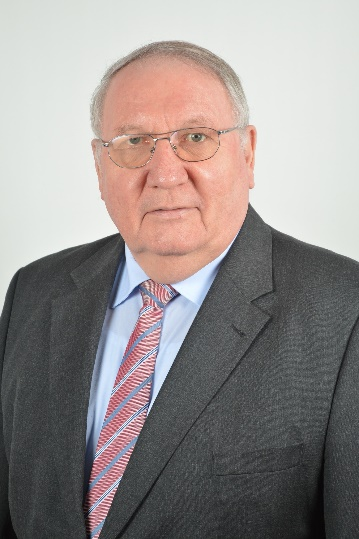
Winfried Pinninghoff (2018)

Winfried Pinninghoff (* 30. Dezember 1948 in Dortmund) ist ein deutscher Ingenieur, Industriemanager, Professor und Unternehmer. Er leitet als Geschäftsführender Gesellschafter zwei private Unternehmen.

## Werdegang
Winfried Pinninghoff ist in Dortmund geboren und hier zusammen mit seiner jüngeren Schwester Rita sowie seiner älteren Schwester Ursula aufgewachsen. Er besuchte von 1954 bis 1965 eine Volksschule und ein Gymnasium, und anschließend erfolgte eine gewerbliche Ausbildung beim Großunternehmen Hoesch AG in Dortmund, wobei er auch Austauschlehrling bei British Steel in Swansea (GB) war.
Nach dem Abitur absolvierte er ein Studium „Physikalische Technik“ mit dem Studienschwerpunkt Mess- und Regelungstechnik und erlangte 1975 den Hochschulabschluss Diplomingenieur an der Hochschule Hagen.
Pinninghoff ist seit 1970 mit Ute Pinninghoff, geb. Kels verheiratet, die als Pädagogin an einer Sonderschule tätig war. Das Ehepaar lebt in Lüdinghausen und hat den Sohn Gerhard Pinninghoff (* 1976), der als Unternehmer gemeinsam mit seinem Vater tätig ist, und die Tochter Dagmar Pinninghoff (* 1980).

## Industrietätigkeit im nationalen und internationalen Vertriebsbereich
Von 1968 bis 1970 übte Pinninghoff eine Tätigkeit als Elektromechaniker bei der Westfalenhütte, Hoesch AG in Dortmund aus. Anschließend folgte sein Grundwehrdienst bei der Bundeswehr in Dülmen.
1975 übernahm er bei der Siemens AG, Zweigniederlassung Dortmund, die Aufgaben eines Vertriebsingenieurs für Energietechnik im Bereich der Chemieindustrie und später des Steinkohlebergbaus im Untertagebereich der Ruhrkohle AG als Projektleiter für Großprojekte.
Mit den hierbei gewonnenen Kenntnissen und Erfahrungen nahm er ab 1979 innerhalb der Firma Siemens einen fachlichen Wechsel vor zur Betreuung im Maschinenanlagenbau mit internationalen Projekten im Bergbaubereich in China, Korea, Südafrika und Mexiko.
1981 erfolgte ein erneuter fachlicher Wechsel bei Siemens in den Übertagebereich des Steinkohlebergbaus  mit Förderanlagen, Wäschen, Energiezentralen, Kraftwerken und Kokereien der Ruhrkohle AG, wobei die Betreuung und Leitung von Großprojekten des Stammhauses Siemens im Vordergrund stand.

## Industrie-Topmanager
1989 wechselte Pinninghoff in den Vertrieb von Installationstechnik, wobei er insbesondere für sein Unternehmen Siemens Stammhausfunktionen im Zählergeschäft übernahm. Er wurde anschließend Vertriebsleiter im Siemens-Bereich Anlagenbau und Technische Dienstleistungen für die Getränkeindustrie wie Brauereien, Molkereien, Brunnenbetriebe und Spirituosenbetriebe in der Region West.
1992 wechselte Pinninghoff in die Siemens-Zweigniederlassung München als Vertriebsabteilungsleiter im Bereich Anlagenbau und Technische Dienstleistungen. Seine Hauptaufgabe war die Betreuung der Industriekunden in der Region Südbayern, die Pilotierung des regionalen Kundenmanagements in der Vertriebsregion Südbayern.
Im Jahre 1996 wechselte Pinninghoff in die Siemens-Zweigniederlassungen in Osnabrück und in Münster. Hier wurde er mit der Führung des „Modells Osnabrück“ betraut, d. h. mit der Bildung eines überbereichlichen Allianzvertriebs im Arbeitsgebiet Industrie/Energie. Weiterhin war er Mitglied der Betriebsleitung in der Zweigniederlassung Osnabrück.
1997 wurde Pinninghoff zum Projektleiter „Umsatzsteigerungsprogramm“ im Arbeitsgebiet Industrie in der Region Ruhr. 1998 stieg er zum Sprecher der SIEMENS Zweigniederlassung Osnabrück und zum Vorsitzenden der Betriebsleitung auf.
Im Zeitraum 2002 bis 2004 war Pinninghoff Leiter des SIEMENS-Bereichs „Industrial Solutions and Services“ in der Region OST mit den Dienstsitzen in Berlin und Leipzig. Gleichzeitig war er Mitglied der Betriebsleitung der Niederlassung Leipzig und Mitglied des SIEMENS Geschäftsleitkreises Region Deutschland OST und wirkte hier als Direktor (Prokurist).
Von 2004 bis 2006 war Pinninghoff zusätzlich auch Leiter der Siemens-Niederlassung Leipzig. Er war hier Vorsitzender der Betriebsleitung Leipzig und zugleich Direktor (Prokurist). Gleichzeitig wirkte er als Leiter des SIEMENS Bereiches „Industrial Solutions and Services“ in der Region Deutschland OST.
Die feierliche Verabschiedung von Pinninghoff aus diesen Funktionen erfolgte im Februar 2007 im Hotel „The Westin“ in Leipzig. An diesem Festakt haben prominente Persönlichkeiten aus Industrie und Politik teilgenommen wie Frank Büchner, Geschäftsleiter Siemens AG, Region Deutschland OST, Burkhard Jung, Oberbürgermeister der Stadt Leipzig, Bruce P. De Marcus, Vorsitzender der Geschäftsführung Mitteldeutsche Braunkohlegesellschaft (MIBRAG), der zugleich die Würde eines „Ehrenbergmanns“ an Winfried Pinninghoff verlieh, Alois-Bernhard Kerkhoff, Vorstand PTS München/Heidenau. Der Festvortrag wurde von Klaus Wucherer, Vorstandsmitglied der Siemens AG, zum Thema Globalisierung und wirtschaftliche Entwicklung in den Weltregionen gehalten; die Laudatio von Josef Winter, Siemens AG Vorstand Region Deutschland, beleuchtete die über 30-jährige verantwortliche Tätigkeit von Winfried Pinninghoff für den Großkonzern Siemens.

## Freiberuflicher Unternehmer
Seit 2007 ist Pinninghoff vom Großunternehmen Siemens AG als nunmehr freiberuflicher Unternehmer in die freie Wirtschaft gewechselt. Er gründete die Unternehmensberatung WIPCONSULTING und bietet seitdem an den Standorten Lüdinghausen, Dortmund und Leipzig Leistungen zur Unternehmensberatung an. Als Inhaber dieses Unternehmens stützt er sich auf seine umfangreichen und langjährigen globalen Industrieerfahrungen in der Großindustrie.
Seit 2009 ist Pinninghoff zugleich Geschäftsführender Gesellschafter des Unternehmens seines Sohnes Gerhard Pinninghoff „G-P-SECURITY & SERVICES GmbH“, das die beiden Geschäftsstellen für die Regionen Münsterland und Ruhrgebiet betreibt.

## Hochschullehrertätigkeit und Wissenschaftsförderung durch Fördervereine und Stiftungen
Pinninghoff hat zunehmend in den letzten Jahren seiner Tätigkeit im Top-Management der Großindustrie erkannt, dass eine anwendungsorientierte Ausbildung von Ingenieurnachwuchs in weit höherem Maße die „Vertriebsfunktionen“ einschließen muss. Insbesondere sollten diese das „Projektmanagement“ für Großprojekte sowie „Spezialgebiete der Unternehmensführung“ und auch die „Existenzgründung“ umfassen. Daher hat Pinninghoff in seiner jeweiligen Wirkungsregion für die Großindustrie auch entsprechende Kontakte zu den Hochschul- und Universitätseinrichtungen aufgebaut und ist in der akademischen Praxis fördernd wirksam geworden.
Bereits 1996 hat Pinninghoff in diesem Sinne am Hochschulstandort Osnabrück begonnen, mit besonderer Unterstützung durch den damaligen Rektor Erhard Mielenhausen sowie durch den Prodekan für Forschung und Entwicklung Werner Söte, im Fachbereich Elektrotechnik und Informationstechnik spezielle Vorlesungen und Workshops zum Thema „Projektmanagement“ als Gastdozent abzuhalten. Diese Lehrveranstaltungen, getragen durch jahrzehntelange eigene Industrieerfahrungen, fanden mit großer Resonanz bis 2002 statt.
Seit 2007 begann Pinninghoff an der Hochschule für Technik, Wirtschaft und Kultur (HTWK) Leipzig in der Fakultät Elektrotechnik und Informationstechnik mit entsprechenden Vorlesungen „Projektmanagement für Ingenieure“.
Seit 2008 hielt er zusätzlich in der Fakultät Maschinenbau und Energietechnik der HTWK Leipzig die Vorlesung „Projektmanagement“ sowie Vorlesungen über Spezialgebiete der Unternehmensführung und Seminare zur „Existenzgründung für Ingenieure“.
2010 kam an der HTWK Leipzig in der Fakultät Elektrotechnik und Informationstechnik noch die Vorlesung „Kulturelle Unterschiede der Mitarbeiterführung – die Rolle einer Führungskraft im Großunternehmen“ hinzu.
An der HTWK wurde ihm nach dieser mehrjährigen erfolgreichen Tätigkeit im Jahre 2011 der Status eines Honorarprofessors verliehen.
Weiterhin hat Pinninghoff sehr bald die Notwendigkeit spezieller Wissenschaftsförderungen, insbesondere im Nachwuchsbereich durch Auslandsaufenthalte sowie Förderung von wissenschaftlichen Abschlussarbeiten und Promotionen, erkannt und hierfür auch die Instrumente der „Fördervereine“ und „Wissenschaftsstiftungen“ gezielt eingesetzt.
Über die KARL-KOLLE-Stiftung gestaltete er das MINT-Förderprogramm für Technik und Digitalisierung an Grund-, Sekundar- und Gesamtschulen wie auch an Gymnasien mit. Bei den Regionalwettbewerben und -meisterschaften der WORLD ROBOT OLYMPIAD (WRO) ist er als Jurymitglied tätig. Darüber hinaus ist er in verschiedenen Projekten sozial engagiert.

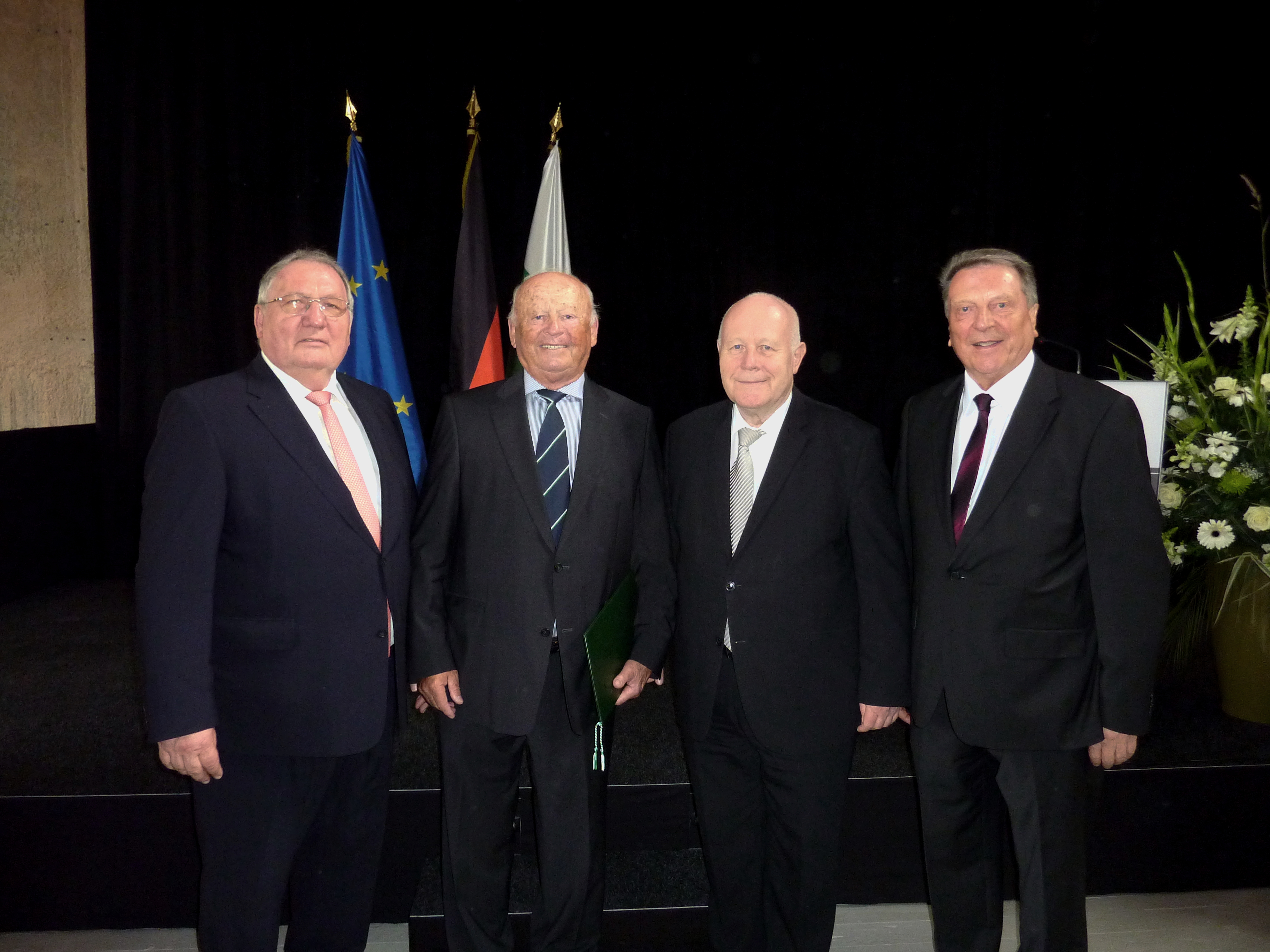
Winfried Pinninghoff (links) bei der Verleihung des Verdienstordens des Freistaates Sachsen an Horst Saalbach (2.v.li.), zusammen mit Georg Milbradt (3.von li.) und Werner Kriesel, re. (Dresden 2015)

So wirkt Pinninghoff bei der Weiterentwicklung der  privaten Handelshochschule Leipzig (HHL) als Mitglied im Kuratorium mit, in dem Ulrich Lehner, Aufsichtsratsvorsitzender Deutsche Telekom und von Thyssenkrupp sowie ehemaliges Mitglied der Geschäftsführung von Henkel, den Vorsitz führt. Pinninghoff setzte sich als stellvertretender Vorstandsvorsitzender der „Kramerstiftung“ erfolgreich dafür ein, diese traditionelle Stiftung, in der Georg Milbradt, ehemaliger sächsischer Finanzminister,  Ministerpräsident, CDU-Vorsitzender und Nachfolger von Kurt Biedenkopf, Vorstandsvorsitzender ist, ab 2017 in „HHL-Stiftung“ umzubenennen. Pinninghoff ist in der HHL Leipzig Graduate School of Management, an der Andreas Pinkwart von 2011 bis 2017 Rektor war (gegenwärtig amtierender Minister für Wirtschaft, Innovation, Digitalisierung und Energie in Nordrhein-Westfalen) und mit dem amtierenden Rektor Stephan Stubner, der Gesellschaftervertreter der HHL-Stiftung.
An der Hochschule für Technik, Wirtschaft und Kultur (HTWK) in Leipzig unternahm Pinninghoff im Jahre 2012 die Initiative zur Gründung der HTWK-Stiftung und wurde deren Kuratoriumsvorsitzender; seine Nachfolge hat seit 2017 der promovierte Ingenieur Joachim Wicke übernommen, Leiter Vertrieb Deutschland Produkte & Systeme bei der SIEMENS AG.
Pinninghoff gehört außerdem dem „Förderverein der HTWK“, dessen langjähriger Vorsitzender der Professor im Ruhestand Klaus-Peter Schulze ist, als „Ehrenmitglied“ an.
In seiner Geburtsstadt Dortmund sowie in seinen jeweiligen Wirkungsregionen für mehrere Unternehmen der Großindustrie hat sich Pinninghoff gleichsam der akademischen Wissenschaftsförderung gewidmet:
Er ist Mitglied im Förderverein „Freunde der TU Dortmund“. Die TU Dortmund arbeitet über das Institut für Umformtechnik und Leichtbau (IUL) unter der Leitung von A. Erman Tekkaya und Matthias Kleiner eng mit dem Unternehmen „KODA Stanz- und Biegetechnik GmbH“, Dortmund zusammen, bei dem Pinninghoff seinerseits Beiratsvorsitzender ist. In der Wissenschaftsförderung ist hier auch die KARL-KOLLE-Stiftung, Dortmund wirksam. Karl Kolle (1913–2008) war ein erfolgreicher deutscher Unternehmer aus dem Mittelstand und Stifter der KARL-KOLLE-Stiftung. Pinninghoff ist Vorsitzender des Kuratoriums dieser Wissenschaftsstiftung, die neben der HTWK Leipzig und der Handelshochschule Leipzig auch die TU Dortmund, die Fachhochschule Dortmund und die Universität Witten/Herdecke in ihrer Nachwuchsförderung unterstützt.
Sein Onkel Karl Kolle hatte 1955 das Unternehmen „Kolle & Dahm oHG“ zusammen mit seiner Ehefrau Martha Kolle und mit dem Kaufmann Siegfried Dahm gegründet. Dieses Unternehmen befasste sich zunächst mit der Produktion von Autofedern. In den 1950er und Anfang der 1960er Jahre erweiterte sein Onkel den Tätigkeitsbereich des Familienunternehmens in Richtung auf Stanz- und Biegeteile für den Automotiv-Bereich zum breiten Einsatz in der Automobilindustrie. Inzwischen hat sich die „KODA Stanz- und Biegetechnik GmbH“ zu einem global agierenden mittelständischen Unternehmen der Metallbranche entwickelt und exportiert in nahezu 50 Länder. 1998 gründete sein Onkel zusätzlich die „KARL-KOLLE-Stiftung“, in die Kolle seine Unternehmensanteile übertrug, da er keine Kinder als Erben hatte. Die Stiftung verkaufte das Unternehmen an einen industriellen Investor, der das Unternehmen erfolgreich weiterführte. Als Stifter und Vorstandsvorsitzender der Stiftung wurde Kolle durch ein Kuratorium aus fünf Personen und dem geschäftsführenden Vorstand bei seiner Fördertätigkeit beraten. Im Jahre 2008 ist Kolle im Alter von 95 Jahren verstorben, seitdem wirkt Pinninghoff als Vorsitzender des Kuratoriums im Sinne des Stiftungsgedankens zur Wissenschaftsförderung.

## Mitgliedschaften/Gremien (Auswahl)
- HHL Handelshochschule Leipzig (Private Universität), Mitglied im Kuratorium
- HHL – Stiftung, Stellvertretender Vorstandsvorsitzender
- HHL, Gesellschaftervertreter (HHL – Stiftung)
- HTWK-Stiftung, Leipzig: Gründer und ehemaliger Kuratoriumsvorsitzender, -mitglied
- Freunde der HTWK Leipzig: Ehrenmitglied
- Industrieller Arbeitgeber-Verband Osnabrück-Emsland-Bentheim; ehemals Mitglied im Beirat
- Industrie- und Handelskammer Osnabrück (IHK); ehemals Mitglied im Industrieausschuss
- Industrie- und Handelskammer zu Leipzig (IHK), ehemals Mitglied der Vollversammlung
- TÜV Sachsen; ehemals Beiratsmitglied
- Club International, Leipzig: langjähriger Vicepresident
- KARL-KOLLE-Stiftung, Dortmund: Vorsitzender des Kuratoriums
- Unternehmen „KODA Stanz- und Biegetechnik GmbH“, Holzwickede: Beiratsvorsitzender
- Westfälische Industriegesellschaft mbH, Holzwickede: Beiratsvorsitzender
- VDE Bezirksverein Osnabrück; ehemals Vorsitzender
- VDE Landesvertretung Niedersachsen; ehemals Sprecher
- Marketing Club Münster/Osnabrück: ehemaliges Mitglied
- Osnabrücker Club, Osnabrück: Mitglied
- Verkehrsverein Stadt und Land Osnabrück: Mitglied
- Freunde der TU Dortmund: Mitglied
- LÜDINGHAUSEN MARKETING: Mitglied
- BDWS Bundesverband Deutscher Wach- und Sicherheitsunternehmen: Mitglied
- GDD Gesellschaft für Datenschutz und Datensicherheit: Mitglied.

## Ehrungen (Auswahl)
- Ehrenbergmann des Bergbau-Großunternehmens Mitteldeutsche Braunkohlengesellschaft mbH / Zeitz (MIBRAG)
- Träger der Jacob-Leupold-Medaille der HTWK Leipzig[3]
- Ehrenmitglied, Freunde der HTWK Leipzig

## Publikationen
Die Publikationstätigkeit von Pinninghoff umfasst nahezu 50 Beiträge. Seine Vorträge haben sich auch an Siemens-Führungsgremien, VDE-Gremien und Mitglieder, Landtagsabgeordnete, Industriepartner, Bankkunden, Festveranstaltungen sowie Hochschulleitungen, Professoren und Studierende gerichtet.
Pinninghoff als gebürtiger Dortmunder ist durch seinen Schwiegervater auch mit dem „Rheinischen Regiolekt“ vertraut und hat eine Reihe von 7 Werken des Rheinischen Regiolektdichters Jupp Silvester Kels (1909–2006) in „Düsseldorfer Rheinisch“ herausgegeben. Kels wurde insbesondere dadurch bekannt, dass er in den 1980er und 1990er Jahren im Rundfunk häufig Rollen in Regiolektstücken gesprochen und Festvorträge mit geschichtlichem Hintergrund in der Region auf Düsseldorfer Rheinisch gehalten hat.